# Моё прекрасное лето с Софи
«Моё прекрасное лето с Софи» — французский комедийно-драматический фильм 2019 года, снятый Ребеккой Злотовски. Премьера в мире состоялась 20 мая 2019 г., в России — 16 января 2020 г.
Фильм был показан в программе «Двухнедельник режиссёров» на Каннском кинофестивале 2019, где был отмечен как лучший фильм на французском языке.

## Сюжет
16-летняя Наима проводит лето со своей старшей двоюродной 22-летней сестрой Софией. Последняя привыкла к роскошной и красивой жизни, которую ей обеспечивают богатые любовники. Несмотря на предостережения подруги Додо, девушка-подросток попадает под влияние кузины и учится пользоваться своим обаянием. Вместе они проводят незабываемое время с множеством встреч и приключений.

## В ролях
| Актёр          | Роль    |
| -------------- | ------- |
| Захия Дэар     | Софи    |
| Мина Фарид     | Наима   |
| Бенуа Мажимель | Филипп  |
| Нуно Лопеш     | Андре   |
| Клотильда Куро | Калипсо |
| Любна Абидар   | Дунья   |